# Гута-Катюжанська
Гута-Катюжанська —  село в Україні, у Вишгородському районі Київської області. Населення становить 128 осіб. Входить до складу Димерської селищної громади.

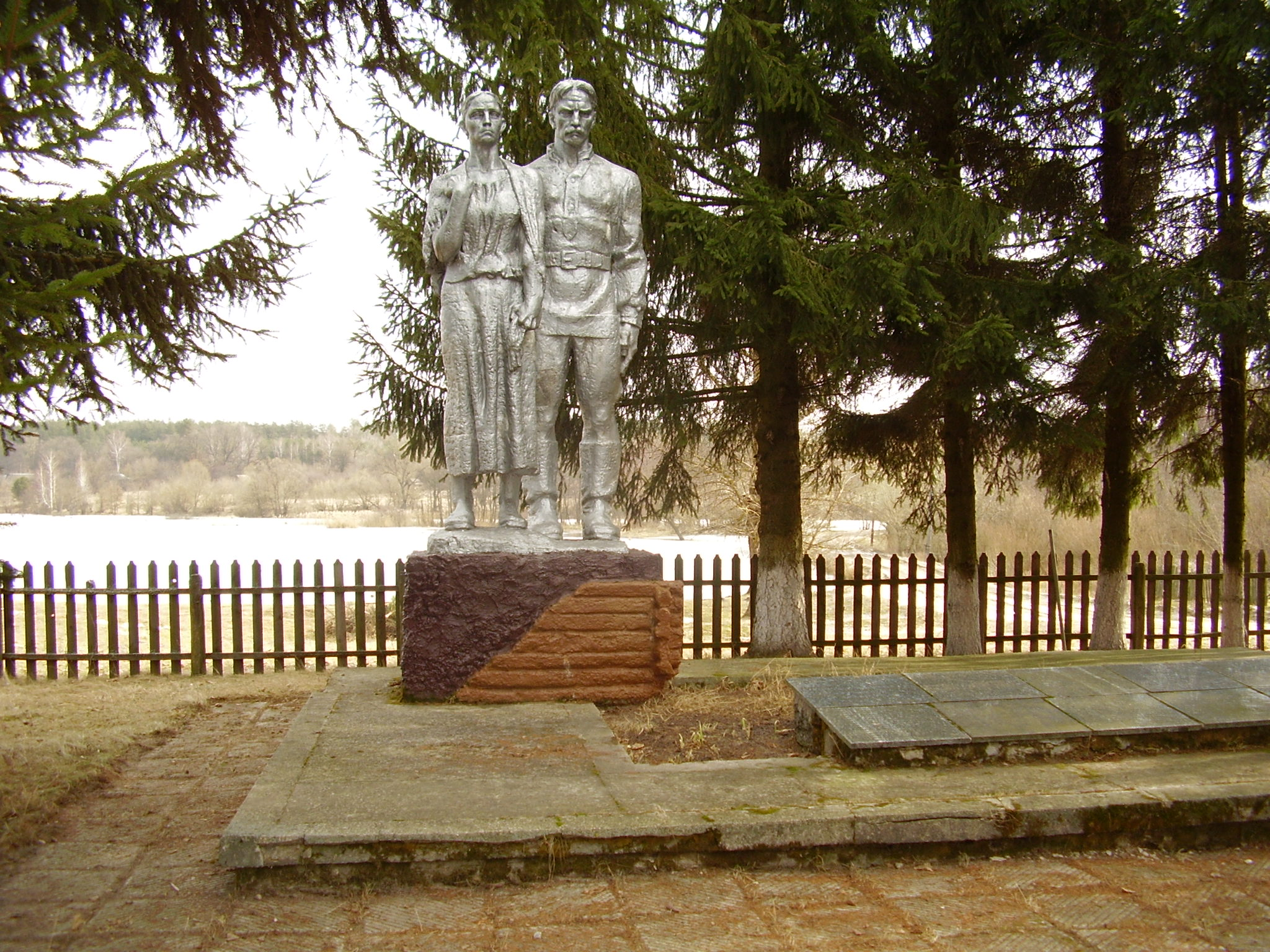
Автор Д.П. Де ля Фліз. 1851 рік

Гута-Катюжанська до початку XIX століття входила до Димерського староства, а внаслідок конфіскації старостинських земель стала державним селом. Парафіяни села в середині XIX століття належали до Михайлівської церкви у Катюжанці. 
Це мальовниче село з усіх боків оточене красивим лісом. На території Гути-Катюжанської протікає річка Здвиж.

## Населення

### Мова
Розподіл населення за рідною мовою за даними перепису 2001 року:
| Мова       | Кількість | %   |
| ---------- | --------- | --- |
| українська | 128       | 100 |

## Примітки

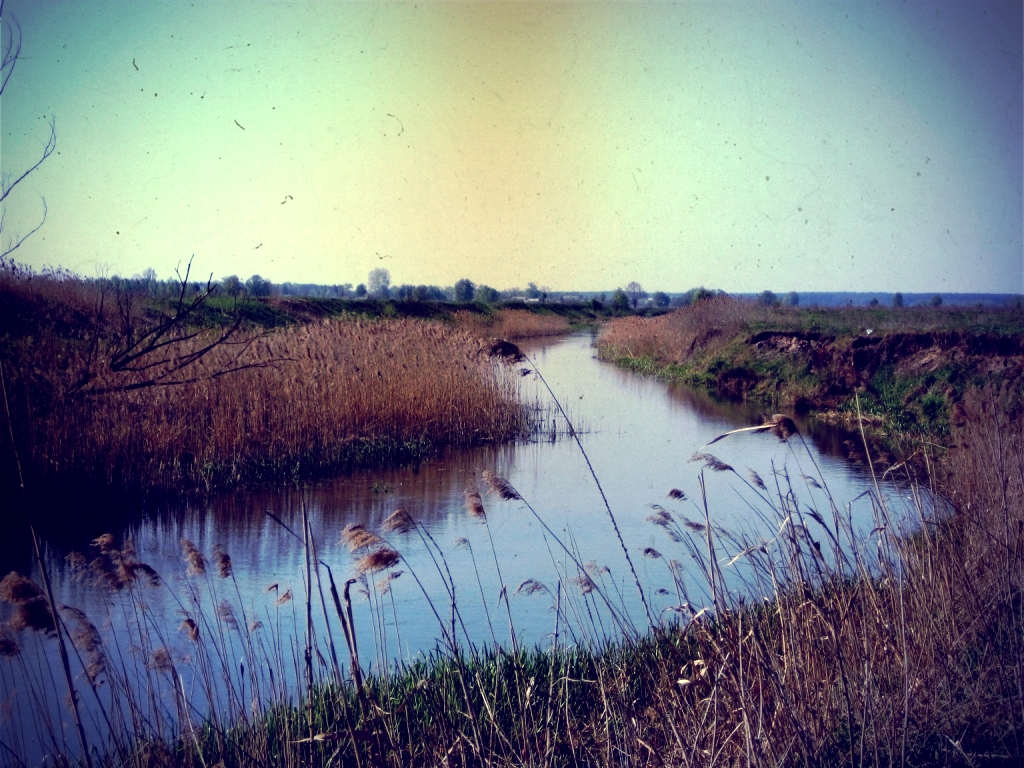

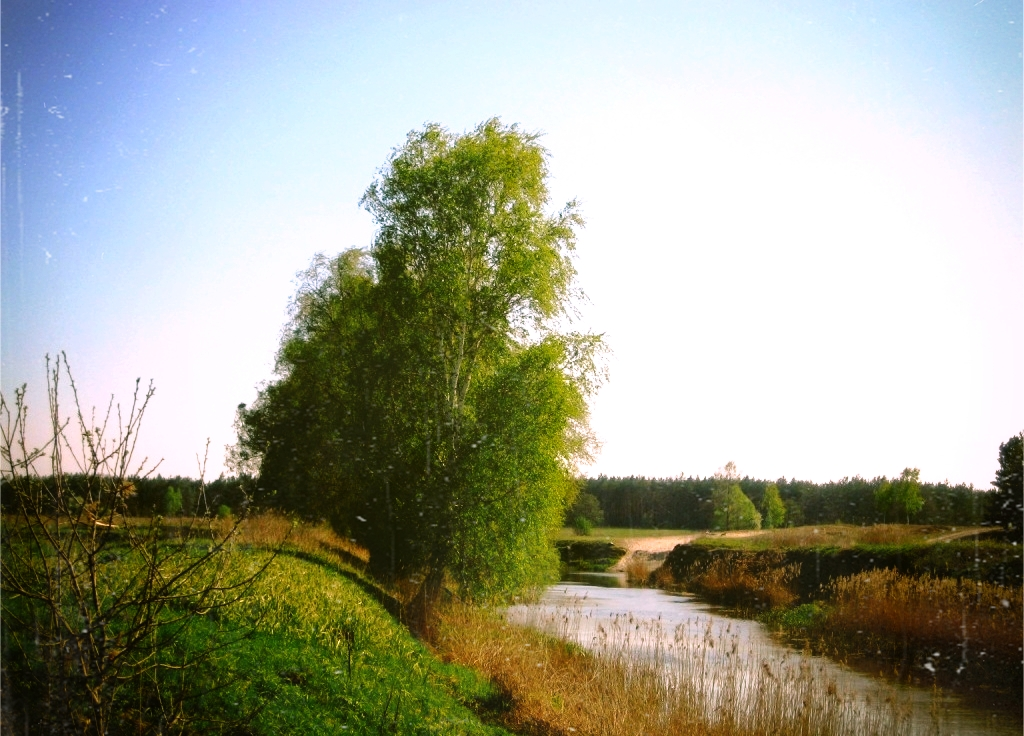
Гута